# تفجير بلدوين فبراير 2022
في 19 فبراير 2022، فجر انتحاري من حركة الشباب نفسه في مطعم في بلد وين بمحافظة هيران ما أسفر عن مقتل 14 شخصًا.

## التفجير
في صباح يوم 19 فبراير 2022، فجر انتحاري نفسه في مطعم في مدينة بلدوين، ما أسفر عن مقتل 14 شخصًا بينهم مرشح لشغل مقعد في الانتخابات النيابية المقرر عقدها بعدها بشهرين، وأصيب ما لا يقل عن 12 آخرين  و أعلنت حركة الشباب مسؤوليتها عن الهجوم.

## ما بعد الكارثة
في 23 مارس 2022، أودى تفجيران انتحاريان آخران بحياة أكثر من 30 شخصًا، أسفر الأول عن مقتل آمنة محمد عبدي والعديد من حراسها الشخصيين، في حين كان الهجوم الثاني عبارة عن تفجير سيارة مفخخة استهدف مستشفى في بلدوين.